# 清水湖 (加拿大)
清水湖（法語：Lac à l'Eau Claire）是加拿大的雙湖泊，由魁北克省負責管轄，這兩座湖是2.9億年前形成的撞擊坑，長71公里、寬33公里，面積1,383平方公里，集水區面積3,830平方公里，海拔高度241米，最大水深178米。湖泊位於加拿大地盾上，哈德森灣附近。
這兩座湖實際上是單一水體，但兩座湖東緣和西緣之間有多座小島讓兩者之間斷續連接。它的名稱來自於其清澈的湖水。事實上在魁北克省另有25座湖也被稱為「清水湖」，而這座湖是最大且最偏北的，並且是魁北克省僅次於米斯塔西尼湖之下的該省第二大湖。
1896年，任職於加拿大地質調查局的地質學家阿爾伯特·彼得·洛首次對歐克萊爾湖這個極為清澈且冰冷的深水湖由來進行描述。

## 撞擊坑
這兩個湖泊內的環狀下陷區域被認為是撞擊坑（撞擊結構）。東方和西方撞擊坑的直徑分別是26和36公里。這兩個撞擊坑的年齡大致相同，約2.9 ± 0.2億年（二疊紀），因此被認為是同時形成的。形成這兩個湖泊的撞擊天體可能是受重力互相束縛的雙小行星。這個論點最早由湯馬士·漢密頓於1978年投稿到《天空與望遠鏡雜誌》的文章中提出，雖然當時仍在爭論小行星是否會有衛星。

## 微氣候
歐克萊爾湖的面積可以影響它周圍的氣候，而這已經從它周圍植物的分布驗證。雖然該湖的湖岸線屬於北方生態系，西側湖中央島嶼的植物相卻屬於北極地區，使這些島嶼成為被包圍的北極生態區。

## 省立公園
歐克萊爾湖周圍 Richmond Gulf（Lac Guillaume-Delisle）和伊貝維爾湖（Lac D'Iberville）大範圍的區域是面積15549平方公里的Tursujuq 省立公園的部分區域。該公園是魁北克省最大的省立公園，於2012年成立。

## 外部連結
- Aerial Exploration of the Clearwater West Structure
- Aerial Exploration of the Clearwater East Structure